# Лютая (приток Донца)
Лю́тая — река в России, протекает по Кимовскому району Тульской области. Левый приток реки Донец.

## География
Река Лютая берёт начало около посёлка Новольвовск. Течёт на запад. Устье реки находится в 5,5 км от устья реки Донец по левому берегу. Длина реки составляет 19 км, площадь водосборного бассейна — 69,7 км².

## Данные водного реестра
По данным государственного водного реестра России относится к Донскому бассейновому округу, водохозяйственный участок реки — Дон от истока до города Задонск, без рек Красивая Меча и Сосна, речной подбассейн реки — бассейны притоков Дона до впадения Хопра. Речной бассейн реки — Дон (российская часть бассейна).
Код объекта в государственном водном реестре — 05010100312107000000205.